# North Palm Beach
North Palm Beach ist eine Gemeinde im Palm Beach County im US-Bundesstaat Florida. Das U.S. Census Bureau hat bei der Volkszählung 2020 eine Einwohnerzahl von 13.162 ermittelt.

## Geographie
Die Gemeinde befindet sich etwa zehn Kilometer nördlich des Zentrums von West Palm Beach. Das Gemeindegebiet wird vom U.S. Highway 1 sowie von den Florida State Roads A1A, 5 und 850 durchkreuzt. Außerdem führt in unmittelbarer Nähe westlich die Interstate 95 an North Palm Beach vorbei.

## Demographische Daten
Laut der Volkszählung 2010 verteilten sich die damaligen 12.015 Einwohner auf 7710 Haushalte. Die Bevölkerungsdichte lag bei 1306 Einw./km². 93,3 % der Bevölkerung bezeichneten sich als Weiße, 2,7 % als Afroamerikaner, 0,1 % als Indianer und 1,7 % als Asian Americans. 0,9 % gaben die Angehörigkeit zu einer anderen Ethnie und 1,3 % zu mehreren Ethnien an. 6,9 % der Bevölkerung bestand aus Hispanics oder Latinos.
Im Jahr 2010 lebten in 16,6 % aller Haushalte Kinder unter 18 Jahren sowie 42,0 % aller Haushalte Personen mit mindestens 65 Jahren. 52,1 % der Haushalte waren Familienhaushalte (bestehend aus verheirateten Paaren mit oder ohne Nachkommen bzw. einem Elternteil mit Nachkomme). Die durchschnittliche Größe eines Haushalts lag bei 1,97 Personen und die durchschnittliche Familiengröße bei 2,63 Personen.
15,5 % der Bevölkerung waren jünger als 20 Jahre, 17,4 % waren 20 bis 39 Jahre alt, 31,3 % waren 40 bis 59 Jahre alt und 36,7 % waren mindestens 60 Jahre alt. Das mittlere Alter betrug 52 Jahre. 48,9 % der Bevölkerung waren männlich und 51,1 % weiblich.
Das durchschnittliche Jahreseinkommen lag bei 62.587 $, dabei lebten 6,0 % der Bevölkerung unter der Armutsgrenze.
Im Jahr 2000 war Englisch die Muttersprache von 92,78 % der Bevölkerung, spanisch sprachen 3,91 % und 3,31 % hatten eine andere Muttersprache.

## Kriminalität
Die Kriminalitätsrate lag im Jahr 2010 mit 168 Punkten (US-Durchschnitt: 266 Punkte) im niedrigen Bereich. Es gab neun Raubüberfälle, 15 Körperverletzungen und 80 Einbrüche.